# Llórale a tu madre
«Llórale a tu madre» es una canción interpretada por el dúo mexicano Jesse & Joy incluido en sexto álbum de estudio, Clichés (2022). La compañía discográfica Warner Music México la lanzó como el primer sencillo oficial del álbum a principios de diciembre del 2022.

## Vídeo musical

### Filmación
El vídeo fue grabado bajo la dirección de Esteban Madrazo y publicado en el canal del dúo en YouTube el mismo día de lanzamiento.

## Promoción
La cantaron en el álbum en vivo Clichés Tour además también está dentro de las listas de canciones incluidas en sus giras musicales.

## Lista de canciones

### Descarga digital[6]
| Llórale a tu madre — Single |                      |          |  |
| N.º                         | Título               | Duración |  |
| 1.                          | «Llórale a tu madre» | 3:27     |  |

## Listas musicales
| País           | Chart     | Lista                  | Mejor posición |
| 2021           | 2021      | 2021                   | 2021           |
| -------------- | --------- | ---------------------- | -------------- |
| Estados Unidos | Billboard | Latin Pop Airplay      | 29             |
| México         | Billboard | Mexico Airplay         | 4              |
| México         | Billboard | Mexico Espanol Airplay | 1              |

## Historial de lanzamiento
| Región | Fecha                  | Formato                     | Discográfica              | Ref.   |
| ------ | ---------------------- | --------------------------- | ------------------------- | ------ |
| México | 2 de diciembre de 2021 | Descarga digital, Streaming | Warner Music S.A. de C.V. | [ 10 ] |